# Terme di Sant'Antonio
Le Terme di Sant'Antonio sono un complesso termale romano risalente al I secolo d.C. situato Piazza Sant'Antonio a Catania, di fronte alla casa natale del celebre compositore Giovanni Pacini (1796-1867) e a poca distanza da altri luoghi d'interesse quali la Chiesa di Santa Maria dell'Aiuto e Porta Garibaldi. Sono note anche con il nome di Bagni di Casa Sapuppo, o semplicemente Bagni Sapuppo.

## Storia
Edificate probabilmente nel I secolo d.C. ed in uso fino al III secolo d.C., le Terme di Sant'Antonio furono riscoperte negli anni '70 del XVIII secolo dal Principe di Biscari Ignazio Paternò Castello, che così le descrisse nel suo celebre Viaggio per tutte le antichità di Sicilia:
All'incirca negli stessi anni, il pittore francese Jean Houël rappresentò i resti dei bagni in un acquerello ancora oggi conservato al museo dell'Ermitage a San Pietroburgo. A metà Ottocento, in quello che fu un periodo di grande sviluppo per la città di Catania, le terme dovettero essere definitivamente inglobate nelle cosiddette case Sapuppo già citate dal Biscari, e di esse si perse ogni traccia. Bisognerà aspettare il 1997 perché, a seguito di scavi archeologici, alcune delle strutture descritte da Jean Houël e da Sebastiano Ittar siano portate nuovamente alla luce. Le indagini archeologiche hanno condotto anche all'identificazione di alcuni ambienti sconosciuti al Biscari e al rinvenimento di numerose ceramiche tanto romane che medievali.